# Cachexie
Cachexie is een vorm van extreme magerheid. Ze wordt volgens de ICD-10 geklasseerd onder de algemene symptomen (R64).
Cachexie treedt op in de terminale fase en vergevorderde stadia van bepaalde (chronische) aandoeningen zoals kanker, ernstige infectieziekten (tbc, aids, ...), grote ouderdom e.d. Ook chronisch drugsmisbruik en anorexia nervosa kunnen oorzaken zijn van cachexie.

## Symptomen
- Spieratrofie (= vermindering van de spiermassa)
- Anemie (= bloedarmoede)
- Bruingele huid
- Asthenie (= algehele zwakte)

## Oorzaak
Cachexie wordt veroorzaakt door een sterk verhoogde productie van cytokines, zoals tumornecrosefactor alfa (TNF-α). Dit zijn polypeptides die door ons afweersysteem worden geproduceerd. Bij bepaalde chronische aandoeningen komen ze echter in zulke hoge concentratie voor, dat het leidt tot weefselschade.